# Trapezites eliena
Trapezites eliena é uma espécie de borboleta da família Hesperiidae.